# Малохатка
Малоха́тка —  село в Україні, у Шульгинській сільській громаді Старобільського району Луганської області. Населення становить 600 осіб. До 2018 року орган місцевого самоврядування — Малохатська сільська рада.
Біля села бере свій витік річка Філева Плотва.

## Світлини

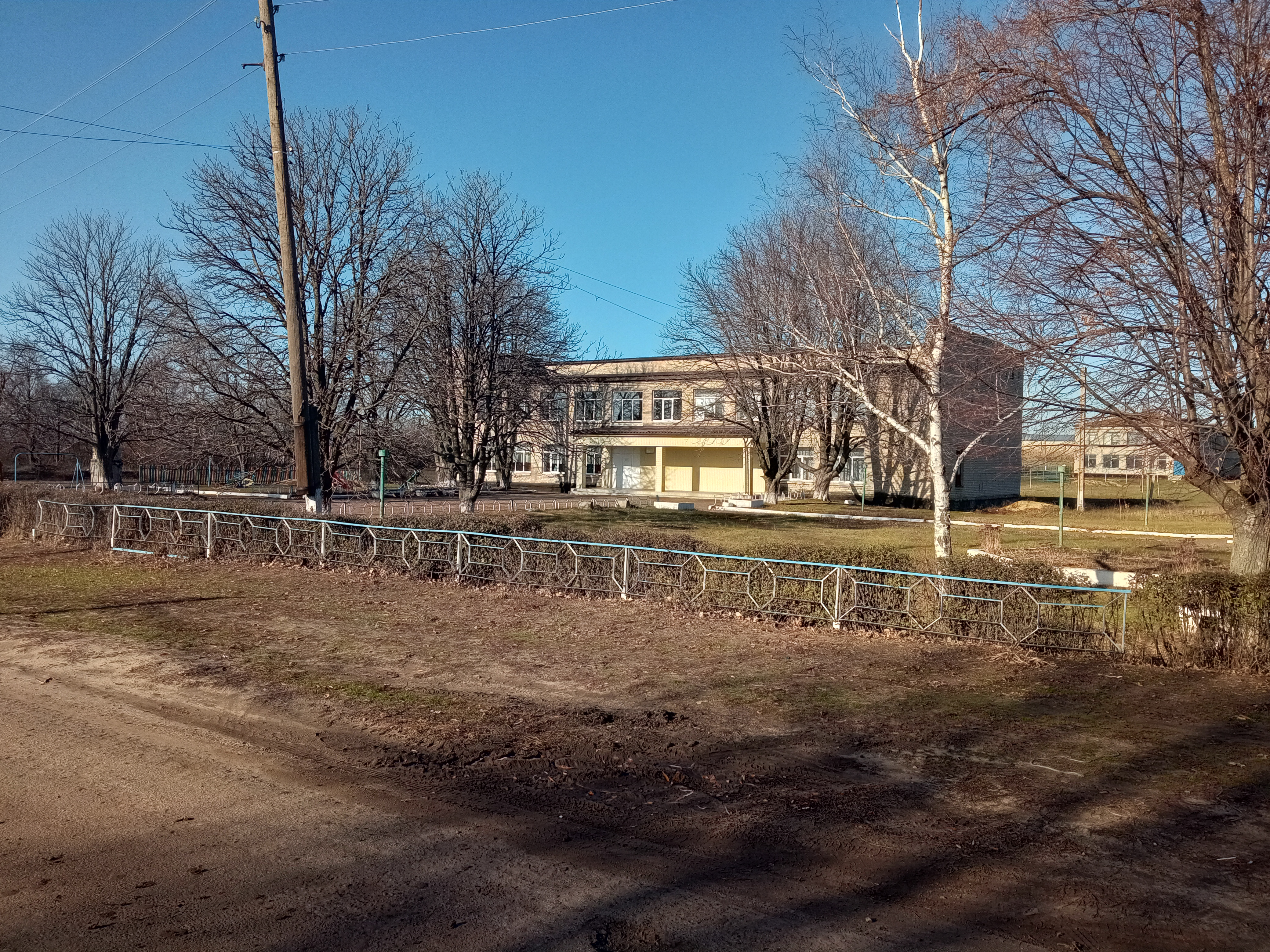
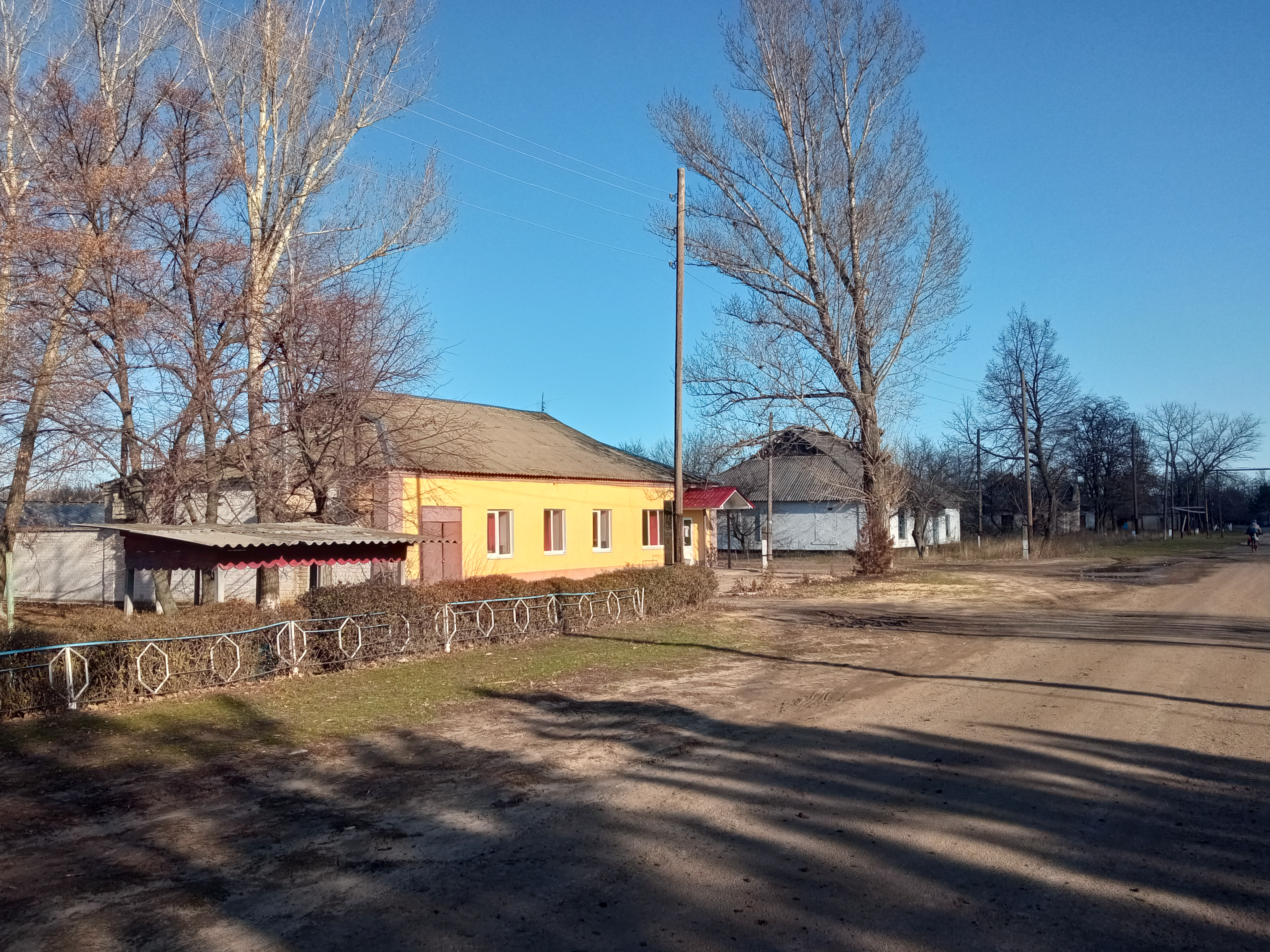
Магазин